# Boleslaw Barlog
Boleslaw Barlog, nome completo Boleslaw Stanislaus Barlog (Breslavia, 28 marzo 1906 – Berlino, 17 marzo 1999), è stato un regista tedesco.

## Biografia

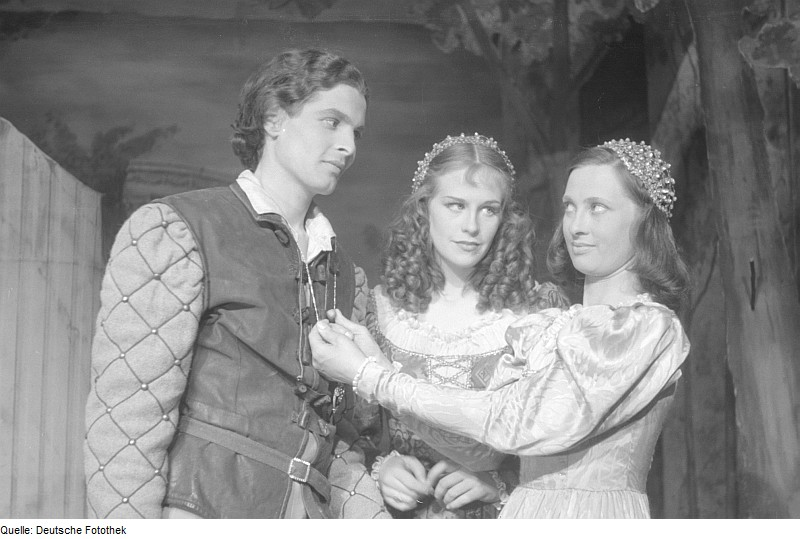
Scena tratta da Come vi piace, diretto da Barlog al Schlosspark Theater di Berlino

Boleslaw Barlog nacque il 28 marzo 1906 a Breslavia, figlio di un avvocato cattolico. A Berlino frequentò l'Oberrealschule e completò un apprendistato come libraio. Oltre ai libri, il suo amore era il teatro e così esordì e si formò fino al 1933 come assistente con Karlheinz Martin e Heinz Hilpert al Berlin Volksbühne, negli anni che dall'espressionismo si passava al realismo delle Nueue Sachlichkeit (1930-1933), però ebbe problemi lavorativi con la presa del potere da parte dei nazionalsocialisti.
Effettuò qualche lavoro occasionale come un il bagnino in Wannsee e l'impiegato ai Giochi Olimpici del 1936, fino a quando rientrò nell'ambiente cinematografico. Nel 1937 ricominciò a fare l'assistente alla regia, questa volta nel UFA con i registi Wolfgang Liebeneiner e Helmut Käutner,e dirigendo poi otto film.
Dopo la fine della seconda guerra mondiale assunse la direzione del Schiller Theatre. Come direttore generale dei teatri di prosa di stato berlinesi Barlog è stato attivo fino al 1972 e mise in scena durante questo periodo più di cento opere teatrali.
Ottenne successo soprattutto con opere contemporanee di realismo psicologico e fu uno dei primi a rappresentare Samuel Beckett, John Osborne, Dylan Thomas e Edward Albee in Germania.
Oltre al teatro, Barlog si è dedicato anche all'opera, con le messe in scena al Deutsche Oper Berlin nel 1963 de La bohème, nel 1969 della Tosca, nel 1971 della Manon Lescaut e altre.
La Berlino del secondo dopoguerra deve molto a lui della sua odierna civiltà teatrale.

## Teatro
- Sogno di una notte di mezza estate (A Midsummer Night's Dream) (1952);
- Minna von Barnhelm (1957);
- Ricorda con rabbia (Look Back in Anger) (1957);
- Zio Vanja (Дядя Ваня – Djadja Vanja) (1959);
- Il principe di Homburg (Prinz Friedrich von Homburg oder die Schlacht bei Fehrbellin) (1959);
- La brocca rotta (Der Zerbrochne Krug) (1961);
- Nathan il saggio (Nathan der Weise) (1962);
- Chi ha paura di Virginia Woolf? (Who’s afraid of Virginia Woolf?) (1963);
- Il signor Puntila e il suo servo Matti (Herr Puntila und sein Knecht Matti) (1965);
- Leonce e Lena (Leonce und Lena - Ein Lustspiel) (1965);
- Il giardino dei ciliegi (Вишнёвый сад, Višnëvyj sad) (1973);
- Il servitore di due padroni (1980);
- Madre Coraggio e i suoi figli (Mutter Courage und ihre Kinder) (1980).